# アイシャト・アズィーマ

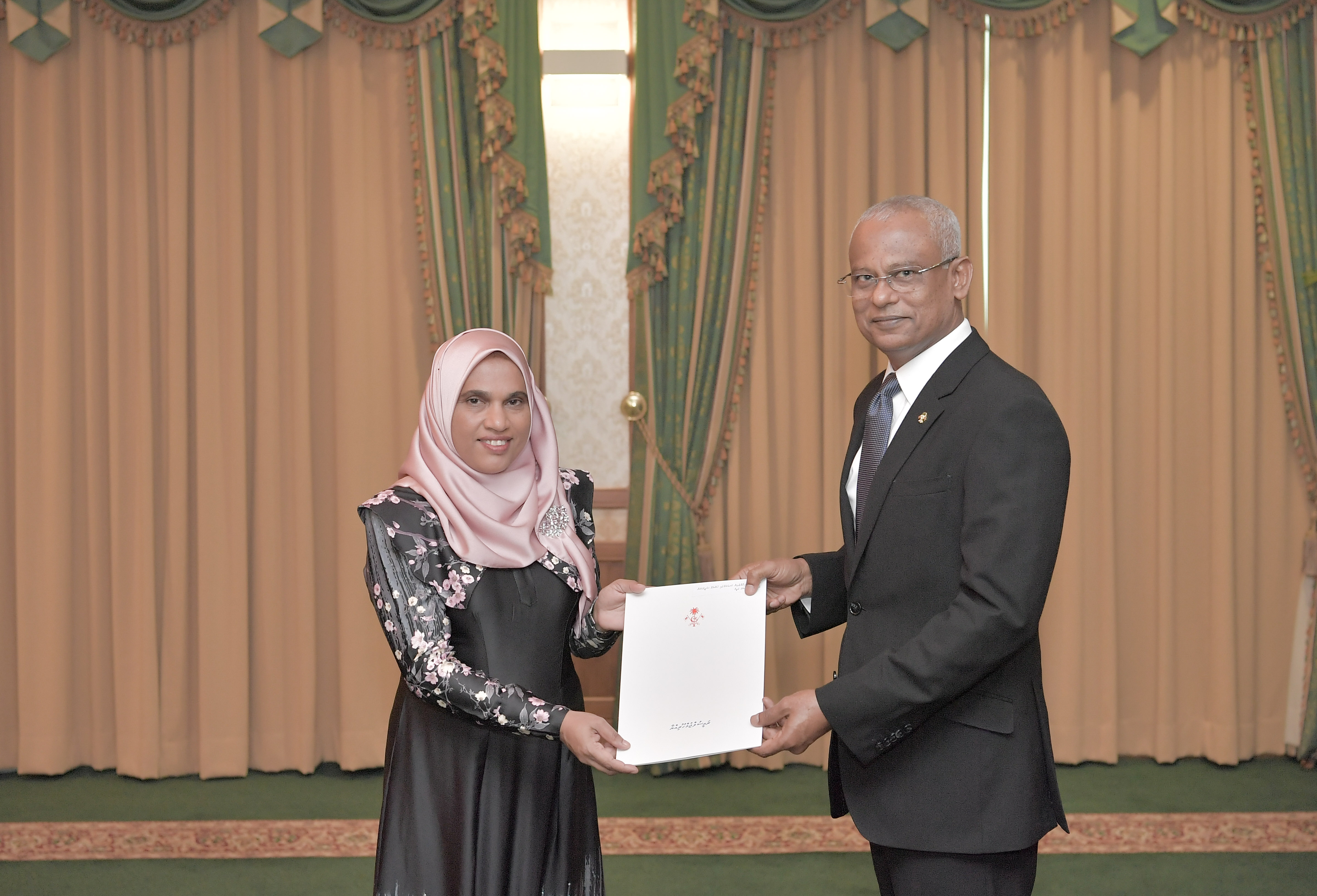
イブラヒム・モハメド・ソリ大統領（右）から中華人民共和国主席宛ての信任状を受け取るアイシャト・アズィーマ次期大使（2019年6月）

アイシャト・アズィーマ（ディベヒ語: ޢާއިޝަތު ޢަޒީމާ、英語: Aishath Azeema）は、モルディブの外交官、大使。マレでの本省勤務や在イギリス大使館臨時代理大使などを経て、2019年より在中華人民共和国大使を務めている。既婚で2児の母。

## 経歴
1988年、外務省に入省。本省勤務では、モルディブの開発に関する数々の委員会に参画しており、同国で初となる二国間の自由貿易協定（FTA）の締結交渉に当たった担当者のうちの一人である。在外勤務では、在インド高等弁務官事務所で公使参事官を、在イギリス大使館で臨時代理大使を務めた。
2019年6月16日の午後、大統領執務室でイブラヒム・モハメド・ソリ大統領と会見して、次期在中国大使を拝命する。同年8月28日、北京の人民大会堂で習近平国家主席に信任状を捧呈した。